# Laine Randjärv
Laine Randjärv, precedentemente coniugata Jänes (Mosca, 30 luglio 1964), è una politica estone, Ministro della Cultura dal 2007 al 2011 e in precedenza sindaco di Tartu.

## Biografia
Figlia del geodeta Jüri Randjärv, nacque nell'allora Unione Sovietica. Frequentò il conservatorio e divenne violinista e direttrice di coro.
Nell'estate del 2002 divenne vicesindaco di Tartu, all'epoca governata da Andrus Ansip, venendo eletta sindaco della città due anni dopo.
Nel 2007 vinse un seggio al Riigikogu come esponente del Partito Riformatore Estone, risultando la terza deputata più votata dopo Ansip ed Edgar Savisaar. Nello stesso anno Ansip, riconfermato primo ministro, la volle come Ministro della Cultura nel suo secondo esecutivo.
Si candidò per due volte al Parlamento Europeo senza riuscire ad essere eletta, sia nelle elezioni del 2009 che in quelle del 2014. Nel 2011 e nel 2014 presiedette l'Assemblea baltica.
Nel febbraio del 2019 Laine Randjärv lasciò il seggio da deputata al Riigikogu e alcuni giorni dopo fu eletta sindaco di Viimsi, carica che mantenne fino al mese di dicembre quando rassegnò le proprie dimissioni. Nel gennaio del 2020 la Randjärv annunciò il proprio ritiro dalla vita politica.